# 阿尔福斯 (卢戈省)
阿尔福斯，是西班牙加利西亚自治区卢戈省的一个市镇。 总面积78平方公里，总人口2382人（2001年），人口密度31人/平方公里。